# Courtnee Draper
Courtnee Alyssa Draper (ur. 24 kwietnia 1985 r., USA) – amerykańska aktorka.

## Filmografia
- 2013: BioShock: Infinite (gra video) jako Elizabeth (głos; ang.)
- 2009: Bored to Death (gościnnie)
- 2008: Booth Girls jako Tiffany / Natalia
- 2008: Ponyo jako Różne głosy (ang.)
- 2007: Zaklinacz dusz (Ghost Whisperer) jako Allison
- 2007: Na fali (Surf's Up) jako Różne głosy (ang.)
- 2007: Campus Ladies jako Lara
- 2006: The Immaculate Misconception jako Mary Flanagan
- 2006: CSI: Kryminalne zagadki Miami (CSI: Miami) jako Mandy Creighton
- 2005: Eyes jako Lindsay Baker
- 2004: The Days jako Emma
- 2004: Piżama party (Sleepover) jako Tańcząca dziewczyna
- 2004-2007: Weronika Mars (Veronica Mars) jako Darcy (gościnnie)
- 2003-2005: Tru Calling jako Melissa Sumner (gościnnie)
- 2002: Biggest Fan, The jako Brittany Holland
- 2002: Yard Sale, The jako Sophie
- 2002: Narzeczona dla kota (Neko no ongaeshi) jako Różne głosy (ang.) (głos)
- 2002 Moda na sukces (Bold and the Beautiful, The) jako Erica Lovejoy (Mary Carter Warwick) [#3]
- 2000: Przyrodnia siostra z innej planety (Stepsister From Planet Weird) jako Megan Larson
- 1999: Metamorfoza (Thirteenth Year, The) jako Sam
- 1999: Książę (Duke, The) jako Charlotte Chives
- 1998: Nowe przygody Tomka Sawyera (Modern Adventures Of Tom Sawyer, The) jako Susan
- 1991-1999: Pan Złota Rączka (Home Improvement) jako Erica (gościnnie)